# Aptilotus franzi
Aptilotus franzi is een vliegensoort uit de familie van de mestvliegen (Sphaeroceridae). De wetenschappelijke naam van de soort is voor het eerst geldig gepubliceerd in 1981 door Papp & Rohacek.